# Tir amb arc als Jocs Olímpics d'estiu de 1904 - Ronda York masculina
La ronda York masculina fou una de les proves de tir amb arc dels Jocs Olímpics de Saint Louis (Missouri) de 1904. La ronda York consisteix en 72 fletxes a disparar a la distància de 100 iardes, 48 a 80 iardes i 24 a 60 iardes. El nombre total de fletxes per la ronda doble era de 288. La prova es disputà el dimarts 20 de setembre de 1904 i hi van prendre part 16 arquers, tots estatunidencs.

## Medallistes
| Or                  | Plata                 | Bronze                 |
| George Bryant (USA) | Robert Williams (USA) | William Thompson (USA) |

## Resultats
| Pos.   | Arquer                    | Punts | Puntuació |
| ------ | ------------------------- | ----- | --------- |
| Or     | George Bryant (USA)       | 7     | 820       |
| Argent | Robert Williams (USA)     | 2     | 819       |
| Bronze | William Thompson (USA)    | 1     | 816       |
| 4      | Wallace Bryant (USA)      | 0     | 618       |
| 5      | Benjamin Keys (USA)       | 0     | 532       |
| 6      | Ernest Frentz (USA)       | 0     | 528       |
| 7      | Homer Taylor (USA)        | 0     | 506       |
| 8      | Charles Woodruff (USA)    | 0     | 487       |
| 9      | Henry B. Richardson (USA) | 0     | 439       |
| 10     | Cyrus Edwin Dallin (USA)  | 0     | 405       |
| 11     | David McGowan (USA)       | 0     | 383       |
| 12     | Louis Maxson (USA)        | 0     | 382       |
| 13     | Thomas Scott (USA)        | 0     | 375       |
| 14     | Ralph Taylor (USA)        | 0     | 328       |
| 15     | Edward Weston (USA)       | 0     | 268       |
| 16     | Edward Bruce (USA)        | 0     | 238       |